# Varvara Stepanova
Varvara Fyodorovna Stepanova (em russo: Варва́ра Фёдоровна Степа́нова; 21 de outubro de 1894 – 20 de maio de 1958) foi uma importante figura do movimento construtivista russo. Mais conhecida como designer, compôs a carreira de professora de design têxtil nas oficinas regulares da escola russa Vkhutemas, em Moscou. A artista também foi pintora, fotógrafa, tipógrafa, ilustradora, cenógrafa e estilista. Foi uma personalidade do movimento artístico-político revolucionário russo que repercutiu no caminho da arte, arquitetura e design industrial do mundo.
Seu trabalho é reflexo de uma influência direta dos movimentos artísticos cubistas e futuristas e ela passou sua carreira dedicada a tentar usar seu trabalho para criar mudanças revolucionárias na sociedade. Como designer, teve variadas criações, desde pôsteres e livros até cenários e figurinos para teatros locais, chegou a desenhar tecidos para usar na confecção dos figurinos para as produções que ajudou a desenhar. Suas produções, juntamente com produções do resto da vanguarda russa e artistas construtivistas, ajudou a pavimentar o caminho para todos os designers gráficos modernos, pois eles criaram arte com um propósito na esperança de melhorar a sociedade em que viviam.

## Biografia
A artista de vanguarda nasceu em 21 de outubro de 1894 em Kaunas, Lituânia. A família, composta por Varvara, seu pai e sua mãe, viviam uma vida simples. Seu pai como trabalhador do departamento postal e sua mãe como dona de casa.
Varvara desde cedo demonstrou habilidade para literatura e desenho. Até os dezesseis anos, ela estudou no ginásio feminino. Em 1911, começou sua educação artística formal na Escola de Arte de Kazan, onde iniciou seus estudos em pintura. Depois de receber uma educação especializada, Stepanova desejou adquirir habilidades de design, por isso se mudou-se para Moscou, onde começou a estudar na Escola de Arte Stroganov. Na mesma época conheceu o seu amigo e futuramente seu marido Alexander Rodchenko. Nos anos anteriores à Revolução Russa de 1917 ambos arrendaram um apartamento em Moscou, pertencente a Wassily Kandinsky. Estes artistas tornar-se-iam algumas das figuras principais da vanguarda russa.

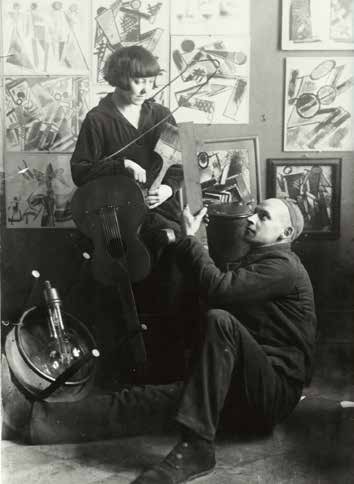
Varvara e seu marido, Alexander Rodchenko. Anos 20

No início de sua carreira, aproximadamente em 1917, Stepanova se interessou e explorou a poesia "zaum", que unia abstrações de visão e som. Usando a técnica de colagem, ela se concentrava na dimensão acústica da palavra, que ela unia com elementos do design gráfico. Seu trabalho foi descrito como "poesia visual". Publicou livros manuscritos e colagens usando processos semelhantes, estes sendo "Rtny Khomle", "Zigra Ar" e "Gaust Chaba".
Em 1922, Stepanova se vira para o teatro, trabalhando com o diretor Vsevolod Meyerhold para sua obra A Morte de Tarelkdin, nela, Varvara desenha os cenários da peça teatral. No ano seguinte se envolveu diretamente na produção industrial quando, em conjunto com Lyubov Popova, se tornou designer têxtil na Tsindel - fábrica de têxteis em Moscou - e em 1924 quando se torna professora de design têxtil na escola artística Vkhutemas. Ao mesmo tempo exercia atividade na tipografia, grafismo para livros e em contribuições para a revista LEF.
Além de seu trabalho em design têxtil e de roupas durante a década de 1920, Stepanova é conhecida por seus designs gráficos de revistas contemporâneas como Cine-Photo, Soviet Cinema e Red Student Life, e também por alguns de seus livros, como "Soviet Aviation", "The Future is Our Only Goal", estes sendo livros publicados em conjunto com seu marido, Alexander Rodchenko.
Com o declínio do Construtivismo, Stepanova e Rodchenko abandonaram suas experimentações artísticas e escolheram trabalhar com álbuns de coleções de fotografias.
Varvara Stepanova morreu em 20 de maio de 1958, em Moscou.

## Stepanova e o construtivismo russo

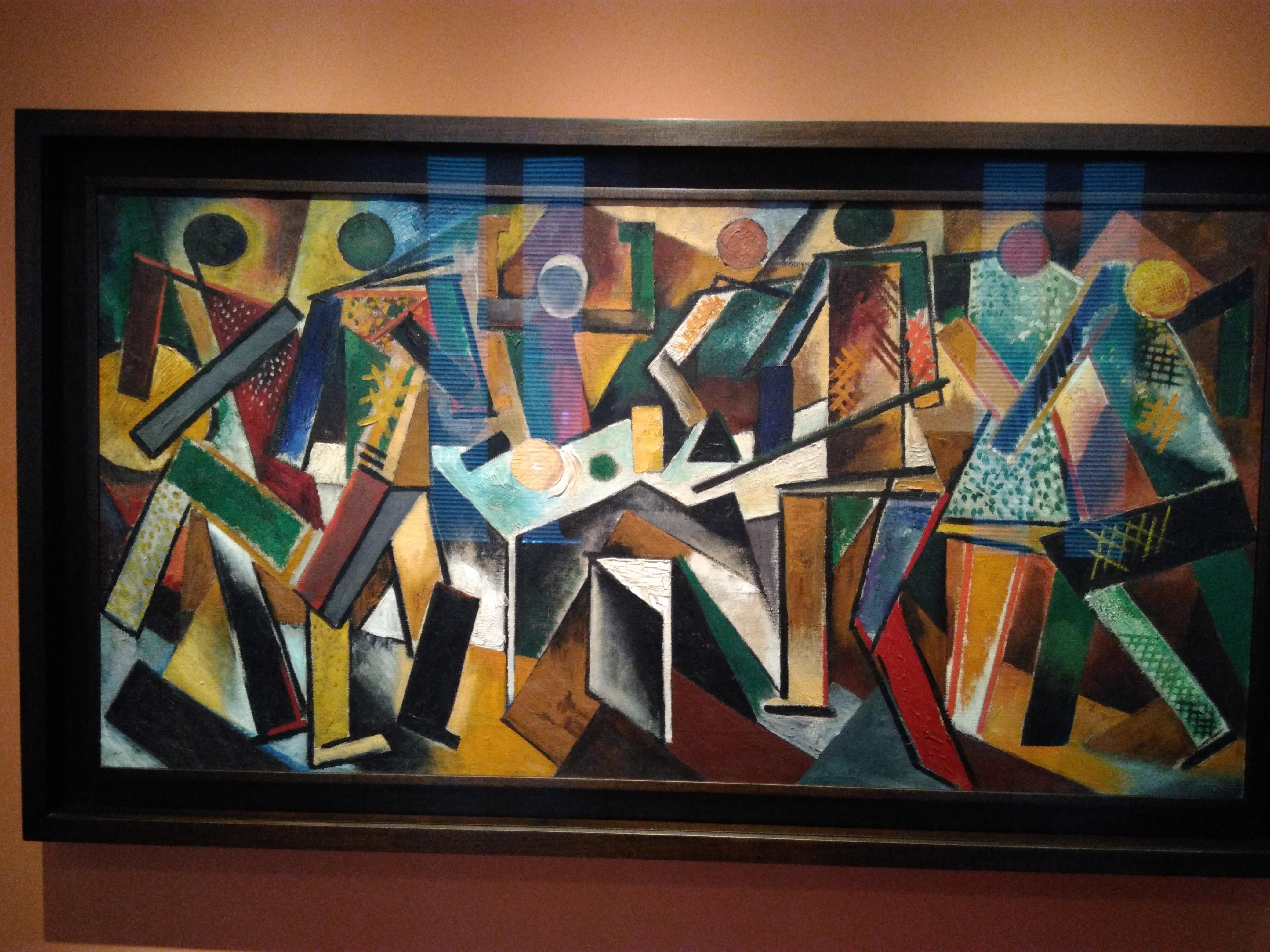
Varvara Stepanova. Jogadores de bilhar, 1920

O construtivismo russo começou na Rússia a partir de 1913, é um movimento estético alinhado a política devido ao desenvolvimento da vanguarda em meio a reorganização política e social da Rússia no início do século XX. Teve forte influência na arquitetura, no design e nas artes ocidentais. Foi inspirado no cubismo de Picasso, desenvolvendo-se para o radicalismo abstrato suprematista.

Em um primeiro momento, o objetivo da vanguarda era retirar as artes das galerias e colocá-las em prol da classe trabalhadora. Após a revolução, os construtivistas viram a oportunidade de colocar projetos de produtos em prática, com o intuito de se diferenciar do resto do mundo ocidental, onde o design servia para a manutenção da lógica capitalista de venda e consumo. A indústria russa, uma vez estatizada após a revolução, não serve mais para gerar lucros, e sim para produzir de forma eficaz e igualitária, visando encolher o déficit material que a Rússia enfrentava após a devastação da guerra e o rompimento das relações com outros países. O design desempenha essa função, como diz Stepanova:
Me perguntam pelo desenho. Qual o papel do desenho no projeto industrial de bens de consumo na construção do socialismo? Que o uso do produto seja democrático, igualitário na demanda e oferta, numa vivência diária adequada pelos esforços comunais na construção do socialismo. Em que linhas projetar? O desenho de produtos deve abraçar as ideias do futuro, antecipar necessidades e soluções na prática do uso, determinando o consumo pela qualidade, atemporalidade e funcionalidade, educando e restringindo. Um talher deve durar 100 anos. No desenho gráfico da estampa a comunicação e ensino devem ser valorizadas acima de tudo, construindo informação
- STEPANOVA, Varvara (1923)

Em 1921, Stepanova mudou-se quase exclusivamente para o campo da produção, no qual sentiu que seus projetos poderiam alcançar seu impacto mais amplo no auxílio ao desenvolvimento da sociedade soviética. As roupas construtivistas russas representavam a desestabilização da estética opressiva e de elite do passado, e em vez disso, refletiam a funcionalidade e a produção utilitárias. As distinções de gênero e classe deram lugar a roupas geométricas e funcionais. Em linha com esse objetivo, Stepanova buscou libertar o corpo em seus projetos, enfatizando as qualidades funcionais das roupas em vez das decorativas. Ela acreditava profundamente que as roupas devem ser vistas em ação. Ao contrário das roupas aristocráticas que ela sentiu sacrificar a liberdade física pela estética, Stepanova dedicou-se a desenhar roupas para campos particulares e ambientes profissionais de tal forma que a construção do objeto evidenciasse sua função. Além disso, ela buscou desenvolver meios expeditos de produção de roupas por meio de designs simples e estratégicos.

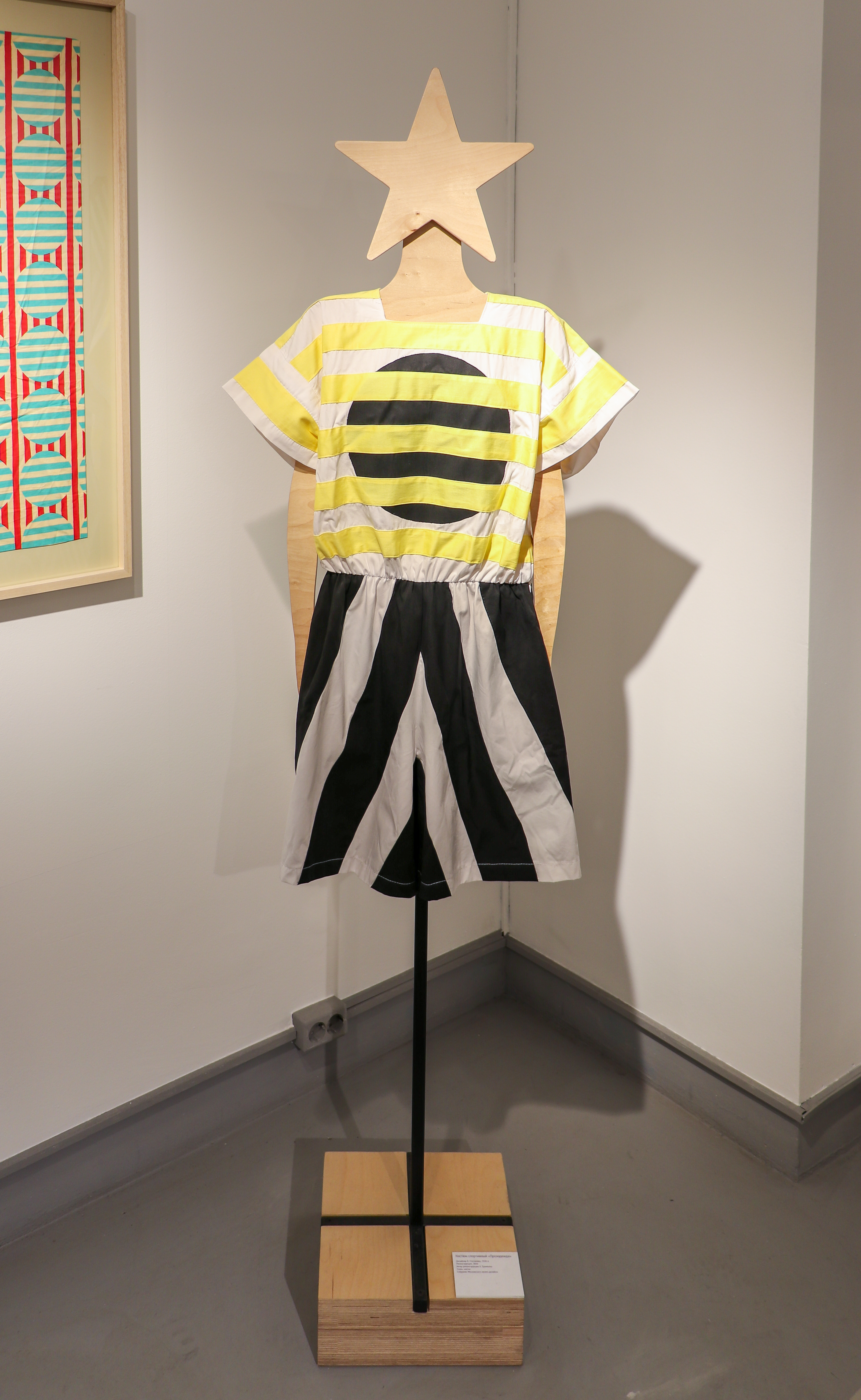
Traje esportivo, Varvara Stepanova. 1920

Dentro dessas categorias, ela atendeu à produção e construção lógica e eficiente das peças de vestuário. No entanto, a pobreza induzida pela guerra impôs restrições econômicas ao fervor industrial dos construtivistas russos, e seu envolvimento direto com a produção nunca foi totalmente realizado. Stepanova, assim, identificou a roupa como ocupando dois grupos: Prodezodezhda e Sportodezhda.
O primeiro, prodezodezhda, ou vestuário de produção/trabalho em estilos básicos, incluía trajes de teatro, bem como roupas profissionais e industriais. No início da década de 1920, Stepanova entrou na indústria do vestuário por meio de seus figurinos de teatro, nos quais traduzia sua afinidade artística por formas geométricas em roupas funcionais e emblemáticas. Feitos de material azul escuro e cinza, os figurinos gráficos permitiram aos atores maximizar a aparência de seus movimentos, exagerando-os para o palco e transformando o corpo em uma composição dinâmica de formas e linhas geométricas.
Dentro desta categoria, Stepanova começou a desenhar spetsodezhda, ou roupas especializadas para uma ocupação específica. Ao fazer isso, ela projetou roupas para homens e mulheres em capacidades industriais e profissionais com consideração meticulosa de costura, bolsos e botões para garantir que cada aspecto do traje mantivesse uma intenção funcional. Independentemente do contexto ocupacional, sua roupa de trabalho carregava uma distinta borda geométrica e linear, tornando o corpo em uma composição gráfica e forma quadrada e agênero.
A segunda categoria, sportodezhda, ou trajes esportivos, também apresentava linhas arrojadas, formas grandes e cores contrastantes para permitir e enfatizar os movimentos do corpo e permitir que os espectadores distinguem facilmente um time do outro, Stepanova até transformou o emblema da equipe em um design gráfico.

## Principais obras
```
Em suas obras, Stepanova tinha um objetivo: levar o espírito da Revolução a todas as áreas da vida cotidiana. Para isso, desenhou diversas estampas para ternos, vestidos, uniformes, papel de parede ou roupas de casa. Estampas de formas geométricas e cores puras e contrastantes que transmitiam força, vigor, luta, dinamismo.
[
13
]
```

## As mulheres nas vanguardas russas
Uma característica marcante da vanguarda russa, tanto pré quanto pós-revolucionária, era que ela tinha uma porcentagem muito maior de artistas mulheres entre seus membros do que qualquer outro movimento de vanguarda. Além da participação das mulheres no movimento, a imagem da mulher passou a ser incluída nas artes, sendo representadas como peça chave na sociedade, reivindicando por melhores condições de vida. O agitprop, foi utilizado como ferramenta de divulgação dos ideais marxistas-leninistas a operários e trabalhadores, muitas vezes tendo a mulher como protagonista.
Antes da Revolução de 1917, homens e mulheres conviviam de forma extremamente desigual, contudo, as artistas vanguardistas que contribuíram com o construtivismo russo eram vistas como iguais diante dos seus colegas, artistas homens, tendo suas obras e textos expostos e debatidos por toda a classe.
O fator inicial para inserção  e representação de artistas femininas no movimento artístico russo foi a entrada das mulheres nas academias. Em 1858, o governo russo criou a primeira rede de escolas secundárias para mulheres e em 1871 a Academia Imperial de Artes em St. Petersburgo começou a permitir estudantes do sexo feminino. Ainda que as mulheres não obtivessem o mesmo ensino formal que os homens, pois eram encaminhadas para áreas como bordado, tecelagem e pintura cerâmica, sua presença nos espaços acadêmicos permitiu a formação de estúdios e ateliês insubordinados aos  espaços formais de ensino. Em 1899, Elizaveta Zvantseva abriu o primeiro atêlie a permitir que homens e mulheres desenhassem nus no mesmo local.
Ao mesmo tempo, a liberdade dessas mulheres não podem ser consideradas típicas das condições na Rússia pouco antes da Revolução. Eles viviam e trabalhavam dentro de um pequeno círculo de parentes e amigos. A realidade das mulheres russas naquele período era de miséria, a maioria analfabetas e acumulavam jornadas abusivas de trabalho, atuando nas indústrias e sendo responsáveis pelo trabalho doméstico e cuidado com os filhos. Após a Revolução de 1917 e a instauração da Nova Política econômica de Lênin, que passa a ser discutida uma mudança estrutural nas relações entre homens e mulheres, já que foram publicadas leis pela igualdade de gênero, construção de campanhas e projetos pelo fim da submissão das mulheres. Um exemplo da questão da igualdade entre artistas homens e mulheres no período pré e pós-revolução de 1917 pode ser melhor ilustrado com a Exposição 0.10, da onde partiu nossa busca pelas artistas mulheres das vanguardas russas, formando metade dos artistas expositores. Isso reflete o novo mundo imaginado pelos modernistas russos, o mundo que conduzia a uma ampla redefinição dos papéis do homem e da mulher. Pela primeira vez na história, as mulheres como artistas estavam em situação de igualdade com os homens, num grau que só foi atingido na Europa ou na América bem mais tarde.
Fora a 0.10, outras exposições construtivistas contaram com o protagonismo feminino. Ksenia Boguslavskaia, Ivan Bunin, Natalia Goncharova, Liubov Popova, Alexander Vesnin, Stepanova, Kruchenykh, Nadejda Udaltsova e Alexander Drevin pintaram e exibiram juntos, co-assinaram manifestos, ilustraram os mesmos livros, falaram nas mesmas conferências e pareciam quase alheios às diferenças de gênero e rivalidade de gênero. As mulheres não foram discriminadas nas principais exposições, como Jack of Diamonds, The Donkey's Tail, Target, e Tramway V, e em alguns casos o número de participantes do sexo feminino foi igual ou até maior do que o número de homens. Alexandra Exter, Natalia Goncharova, Luibov Popova, Olga Rosanova, Varvara Stepanova e Nadezhda Udaltsova foram apelidadas de “As amazonas da vanguarda” por Benedikt Livshits, poeta cubo-futurista e amigo de Alexandra Exter e Olga Rozanova, devido a contribuição direta dessa mulheres para o desenvolvimento da vanguarda em meio a diversas dificuldades enfrentadas por elas para serem incluídas e reconhecidas no meio artístico. Décadas após o desfecho do movimento na Rússia (em 1999 e 2001) a Fundação Guggenheim realizou a exposição: “Amazonas da vanguarda: Alexandra Exter, Natalia Goncharova, Liubov Popova, Olga Rozanova, Varvara Stepanova e Nadezhda Udaltsova” com um catálogo, composto de ensaios sobre diferentes temas relacionados à arte russa e às artistas mulheres.

## Ligações Externas
- Varvara Stepanova e a escola soviética Vkhutemas
- Varvara Stepanova
- Introdução ao Desenho Digital para Estamparia
- O Construtivismo na arte: O movimento, suas influências e repercussões.
- As estampas de Liubov Popova e Varvara Stepanova e o "novo modo de vida soviético"
- Produzindo a cultura soviética